# یاماها درامز
یاماها درامز (به انگلیسی: Yamaha Drums) یک شرکت تابعه از شرکت یاماها است که در سال ۱۹۶۷ تأسیس شد. این شرکت کیت‌های درام آکوستیک و درام الکترونیکی، سازهای کوبه‌ای، تجهیزات گروه مارش و سخت‌افزار درام تولید می‌کند.